# Al Najma
Al Najma ou Al-Najma peut faire référence à :
- Al Najma Sports Club, un club de football bahreïni ;
- Al-Najma Sports Club, un club de football saoudien.